# Inaciolândia
Inaciolândia é um município brasileiro do interior do estado de Goiás, Região Centro-Oeste do país. De acordo com CENSO de 2022 do Instituto Brasileiro de Geografia e Estatística (IBGE), sua população era de 5 954 habitantes.

## História
Inaciolândia recebeu status de município pela lei estadual nº 11708 de 29 de abril de 1992, com território desmembrado de Itumbiara.

## Geografia
Sua população estimada em 2020 era de 6 235 habitantes.

### Rodovias
- GO-206

### Bairros
José Aparecido, José Inácio, Feliz, Conjunto Habitacional Recanto das Águas, Conjunto Primavera, Pitangueiras, Dinomar Ribeiro, Centro, Parque Inaciolândia.

## Política
Em 2013, o prefeito Zilmar Alcantâra (PTB) foi preso durante o exercício do mandato, na Operação Tarja Preta, acusado de pertencer a uma quadrilha que superfaturava a compra de remédios do município.

### Administração
- Prefeito: Cláudio Caixeta
- Vice-prefeito: Airton Neves
- Presidente da câmara: Bruna Silva Borges
- Vereadores: Bruna Silva Borges, Bruno Lemes Ferreira, Leonardo Araújo de Oliveira, Lucimeire Maria Alves, Sebastião Pereira do Nascimento, Waltecil Cândido Duarte, Eldes José dos Reis, Wender Eterno Gomes e Maria Aparecida Araújo Barbosa.
- Links úteis: https://www.inaciolandia.go.gov.br/ (Site oficial do município); https://camaradeinaciolandia.go.gov.br/ (Site oficial da Câmara Municipal do município).